# Al-Shat SC Trípoli
L'Al-Shat SC Trípoli és un club libi de futbol de la ciutat de Trípoli.
El club va ser fundat l'any 1982.

## Palmarès
- Lliga líbia de futbol:[3]
  - 1995-96

- Copa líbia de futbol:[4]
  - 1997-98